# Pueblo (Colorado)
Pueblo è la città più popolosa dell'omonima contea, nonché capoluogo di essa, nello Stato del Colorado, Stati Uniti. La popolazione era di 111 750 abitanti al censimento del 2018, rendendola la 267ª città più grande degli Stati Uniti e la nona più grande del Colorado. Pueblo è il cuore dell'area metropolitana di Pueblo, che conta in totale oltre 160 000 abitanti ed è una parte importante del Front Range Urban Corridor. A partire dal 2014, Pueblo è la città principale dell'area statistica combinata (CSA) di Pueblo-Cañon City che contava in totale circa 208 000 abitanti, rendendola così la 134ª più grande della nazione.
Pueblo si trova alla confluenza del fiume Arkansas e del Fountain Creek, a 112 miglia (180 km) a sud del Campidoglio di Denver. L'area è considerata terra desertica semi-arida, con circa 12 pollici (304,80 mm) di precipitazioni all'anno. Con la sua posizione nella "Banana Belt", Pueblo tende ad avere meno neve rispetto alle altre grandi città del Colorado.
Pueblo è una delle più grandi città produttrici di acciaio negli Stati Uniti, per cui Pueblo viene definita la "città dell'acciaio" (Steel City). L'Historic Arkansas River Project (HARP) è una passeggiata fluviale nell'Union Avenue Historic Commercial District e mostra la storia della devastante alluvione di Pueblo nel 1921.
Pueblo ha gli immobili residenziali meno costosi di tutte le principali città del Colorado. Il prezzo medio delle case sul mercato a Pueblo è di 147851 $ a febbraio 2013. È il sesto posto più economico in cui vivere in America, misurato dall'indice del costo della vita nel 2014. I costi per alloggi, beni e servizi, servizi pubblici, trasporti, generi alimentari e assistenza sanitaria sono inferiori alla media nazionale. Pueblo è stata elencata da AARP nel 2013 come uno dei migliori luoghi in cui vivere negli Stati Uniti.

## Geografia fisica
Secondo lo United States Census Bureau, ha un'area totale di 54,43 mi² (140,97 km²).

## Società

### Evoluzione demografica
Secondo il censimento del 2018, la popolazione era di 111 750 abitanti.

### Etnie e minoranze straniere
Secondo il censimento del 2010, la composizione etnica della città era formata dal 75,2% di bianchi, il 2,5% di afroamericani, il 2,2% di nativi americani, lo 0,8% di asiatici, lo 0,1% di oceaniani, il 15,0% di altre razze, e il 4,1% di due o più etnie. Ispanici o latinos di qualunque razza erano il 49,8% della popolazione.